# Jean Nicolas Elisabeth Berchtold
Jean Nicolas Elisabeth Berchtold (* 5. Dezember 1789 in Freiburg; † 27. September 1860 ebenda; heimatberechtigt in Freiburg) war ein Schweizer Politiker und Staatskanzler des Kantons Freiburg.

## Leben
Jean Nicolas Elisabeth Berchtold wurde als Sohn des Lehrers Joseph-Antoine Berchtold geboren. Er heiratete in erster Ehe Angélique de Beaupré, die er in Polen kennengelernt hatte, und in zweiter Ehe Rose-Marie Dupont, Tochter des Joseph-Nicolas-Emmanuel Dupont, Hutmacher und Gemeinderat der Stadt Freiburg.
Nach dem Besuch des Kollegiums St. Michael reiste Berchtold als Student und Hauslehrer durch Europa. An der Universität Landshut in Bayern promovierte er 1819 zum Doktor der Medizin. 1835 kehrte er endgültig nach Freiburg zurück. Von 1836 bis 1847 war er als Arzt des Freiburger Bürgerspitals tätig. Zugleich arbeitete er als Literat und Historiker. 1838 wurde er Sekretär des Erziehungsrats und 1844 Vizepräsident und Sekretär des Gesundheitsrats.
1846 wurde Berchtold radikaler Abgeordneter der Stadt im Grossen Rat. Obwohl er am radikalen Aufstand nicht unmittelbar beteiligt war, wurde er am 17. Januar 1847 inhaftiert. Nach sechs Monaten Untersuchungshaft flüchtete er nach Bern. Nach der Errichtung des radikalen Regimes 1847 übte Berchtold verschiedene Ämter aus: Abgeordneter im Grossen Rat (1847–1855), Staatskanzler (1847–1852) und Ständerat (1853–1854). Seine Bemühungen um Eindämmung des klerikalen Einflusses brachten den liberalen Katholiken und Bewunderer Pater Gregor Girards in Konflikt mit der Kirche. 1855, kurz vor dem Sturz des radikalen Regimes, zog er sich aus der aktiven Politik zurück. 
1859 veröffentlichte er die Schrift Isis ou l’initiation maçonnique, eine Darstellung seines geistigen Ideals. Er gehörte 1840 zu den Gründern der Société d’histoire du canton de Fribourg und war von 1848 bis 1860 Mitglied der Schulherrenkammer. Ihm ist die erste, sehr parteiische Kantonsgeschichte zu verdanken.